# سانفلاور (آریزونا)
سانفلاور (به انگلیسی: Sunflower) یک منطقهٔ مسکونی در ایالات متحده آمریکا است که در شهرستان مریکوپا، آریزونا واقع شده‌است. سانفلاور ۱٬۰۳۷٫۸۶ متر بالاتر از سطح دریا قرار دارد.